# 沿溪镇 (浏阳市)
沿溪镇为中华人民共和国湖南省浏阳市下辖的一个镇。全镇辖域总面积119.7平方公里，2017年有户籍居民32,547人。

## 地理
沿溪镇位于浏阳市中北部，辖域西与古港镇接壤，南与永和镇毗邻，东连官渡与达浒镇，北隔连云山接平江县福寿山镇。大溪河冲积形成的平原主要位于辖区南部，北部则多丘陵山地。浏阳河的支流大光河，发源于大光湖村，在镇内建設社區三宮殿匯入瀏陽河。

## 历史
沿溪镇因自唐末至明代，江西省沿溪多有移民迁入浏阳而得名沿溪。现在的沿溪镇由原沿溪镇和大光乡于1995年合并设立。

## 现行行政区划
全镇下辖3个社区、5个行政村，分别为沿溪桥社区、建设社区和大光社区，沙垅村、大光湖村、礼花村、金桔村和花园村。

## 旅游景点
- 大光洞：有兴建于874年的古寺及瀑布。[1]
- 祖师岩陈大仙人庙